# Hot d'Or награда
Наградата Hot d'Or (на английски: Hot d'Or Award) е френска порнографска награда, която се връчва за постижения в областта на порнографията в различни категории за Франция, Европа и САЩ.
Първата церемония по връчване на наградите се състои през 1992 г. в град Кан, Франция. Преди церемонията е проведена пресконференция на плажа до булевард „Кроазет“. Водещи на първите награди са френската порноактриса Брижит Лайе и журналистът Филип Вандел.
През 2001 г. гост на церемонията е Лари Флинт, който получава почетна награда за цялата си дейност.
Наградите се отразяват телевизионно по френския Канал плюс.

## Носители на наградата Hot d'Or
1-ва церемония – Кан, 1992
- Най-добра европейска актриса: Зара Уайтс
- Най-добра френска актриса: Карол Тенеси
- Най-добра американска актриса: Ашлин Гиър

2-ра церемония – Кан, 1993
- Най-добра европейска актриса: Анджелика Бела
- Най-добра европейска звезда: Табата Кеш

3-та церемония – Кан, 1994
- Най-добра европейска актриса: Табата Кеш
- Най-добра европейска звезда: Вейли Верди

4-та церемония – Кан, 1995
- Най-добра европейска актриса: Драгикса
- Най-добра европейска звезда: Барбара Дол
- Най-добра френска актриса: Корали Трин Ти
- Най-добра американска актриса: Ашлин Гиър
- Най-добра американска звезда: Чейси Лейн

5-а церемония – Кан, 15 май 1996
- Най-добра европейска звезда: Лор Сенклер
- Най-добра американска звезда: Джена Джеймисън
- Най-добра европейска актриса: Корали Трин Ти
- Най-добра американска актриса: Джена Джеймисън
- Най-добра европейска поддържаща актриса: Елоди Чери
- Най-добър европейски актьор: Роко Сифреди
- Най-добър американски актьор: Марк Дейвис
- Най-добър нов актьор: Дейвид Пери
- Най-добър американски режисьор: Майкъл Нин
- Най-добър европейски режисьор: Марк Дорсел
- Най-добър нов режисьор: Кристоф Кларк

6-а церемония – Париж, 6 февруари 1997
- Най-добра европейска звезда: Ники Андерсън
- Най-добра американска звезда: Кобе Тай
- Най-добра европейска актриса: Лор Сенклер
- Най-добра американска актриса: Джена Джеймисън
- Най-добра европейска поддържаща актриса: Оливия Дел Рио
- Най-добър американски актьор: Винс Вуйър
- Най-добър европейски актьор: Роко Сифреди
- Най-добър европейски поддържащ актьор: Ричард Лангин
- Най-добър нов актьор: Филип Дийн
- Най-добър американски режисьор: Майкъл Нин
- Най-добър европейски режисьор: Пиер Уудман
- Най-добър нов американски режисьор: Крис Крамски

7-а церемония – Кан, 20 май 1998
- Най-добра европейска звезда: Джейд
- Най-добра американска звезда: Стейси Валънтайн
- Най-добра европейска актриса: Лор Сенклер
- Най-добра американска актриса: Джена Джеймисън
- Най-добра европейска поддържаща актриса: Корали Трин Ти
- Най-добър американски актьор: Марк Дейвис
- Най-добър европейски актьор: Роберто Малоун
- Най-добър европейски поддържащ актьор: Андрю Йънгман
- Най-добър нов актьор: Рамон
- Най-добър американски режисьор: Крис Крамски
- Най-добър европейски режисьор: Пиер Уудман
- Най-добър нов американски режисьор: Филип Монд
- Най-добър нов европейски режисьор: Анита Риналди

8-а церемония – Кан, 19 май 1999
- Най-добра европейска актриса: Ники Андерсън
- Най-добра американска актриса: Джил Кели – „Изгнание“
- Най-добра европейска поддържаща актриса: Доли Голдън
- Най-добра европейска звезда: Кейт Мур
- Най-добра американска звезда: Джуъл Ди'Найл
- Най-добър американски актьор: Марк Дейвис
- Най-добър европейски актьор: Дейвид Пери
- Най-добър европейски поддържащ актьор: Марк Бароу
- Най-добър нов актьор: Йън Скот

9-а церемония – Кан, 17 май 2000
- Най-добра европейска звезда: Меридиан
- Най-добра американска звезда: Тера Патрик
- Най-добра френска звезда: Естел Десанж
- Най-добра европейска актриса: Лаура Ейнджъл
- Най-добра американска актриса: Стейси Валънтайн
- Най-добра френска актриса: Доли Голдън
- Най-добра европейска поддържаща актриса: Силвия Сейнт
- Най-добър американски актьор: Ранди Спиърс
- Най-добър европейски актьор: Йън Скот
- Най-добър европейски поддържащ актьор: Марк Бароу
- Най-добър нов актьор: Тийтоф
- Най-добър американски режисьор: Майкъл Нин
- Най-добър европейски режисьор: Фред Копула
- Най-добър нов европейски режисьор: Габриел Зироу
- Hot d'Or на честта: Она Зи

10-а церемония – Кан, 16 май 2001
- Най-добра европейска звезда: Джудит Фокс
- Най-добра американска звезда: Бриана Банкс
- Най-добра френска звезда: Клара Морган
- Най-добра американска актриса: Тера Патрик
- Най-добра европейска актриса: Даниела Руш
- Най-добра френска актриса: Осеан
- Най-добра европейска поддържаща актриса: Естел Десанж
- Най-добра актриса – гласуване от професионалисти: Осеан
- Най-добър американски актьор: Марк Дейвис
- Най-добър европейски актьор: Ян Скот
- Най-добър европейски поддържащ актьор: Марк Бароу
- Най-добър актьор – професионален вот: Себастиан Баррио
- Най-добър режисьор: Пиер Уудман
- Най-добър режисьор – професионален вот: Фред Копула
- Hot d'Or на честта: Шарън Мичъл, Пол Фишбийн, Овиди
- Hot d'Or зала на славата: Лари Флинт

11-а церемония – Париж, 20 октомври 2009
- Най-добра френска изпълнителка: Сесилия Вега
- Най-добра европейска изпълнителка: Тара Уайт
- Най-добра американска изпълнителка: Джена Хейз
- Най-добра френска актриса: Кацуни – „Пирати 2: Отмъщението на Стагети“
- Най-добра европейска актриса: Тара Уайт – „Билионер“
- Най-добра американска актриса: Джеси Джейн – „Пирати 2: Отмъщението на Стагети“
- Най-добра френска звезда: Ейнджъл Съмърс
- Най-добра европейска звезда: Блек Анджелика
- Най-добра американска звезда: Кейдън Крос
- Най-добър френски изпълнител: Мануел Ферара
- Най-добър европейски изпълнител: Начо Видал
- Най-добър американски изпълнител: Лексингтън Стийл
- Hot d'Or на честта: Корали Трин Ти, Пьотър Станислас, Жерар Кикоин, Овиди и Джак Тайлър, Естел Десанж